# Sainte-Lizaigne
Sainte-Lizaigne ist eine französische Gemeinde mit 1.109 Einwohnern (Stand: 1. Januar 2022) im Département Indre in der Region Centre-Val de Loire; sie gehört zum Arrondissement Issoudun und zum Kanton Levroux. Die Einwohner werden Lizigniens genannt.

## Geographie
Die Gemeinde Sainte-Lizaigne liegt am Fluss Théols, sechs Kilometer nördlich von Issoudun. Umgeben wird Sainte-Lizaigne von den Nachbargemeinden Diou im Norden, Migny im Osten, Saint-Georges-sur-Arnon im Osten und Südosten, Issoudun im Süden, Les Bordes im Süden und Westen sowie Paudy im Westen und Nordwesten.

## Bevölkerungsentwicklung
| Jahr                       | 1962 | 1968 | 1975 | 1982 | 1990 | 1999 | 2006 | 2013 | 2020 |
| Einwohner                  | 895  | 821  | 816  | 1002 | 1109 | 1160 | 1212 | 1211 | 1132 |
| Quellen: Cassini und INSEE |      |      |      |      |      |      |      |      |      |

## Sehenswürdigkeiten
- Kirche Notre-Dame-de-Lourdes
- Kirche Sainte-Lizaigne aus dem 11./12. Jahrhundert

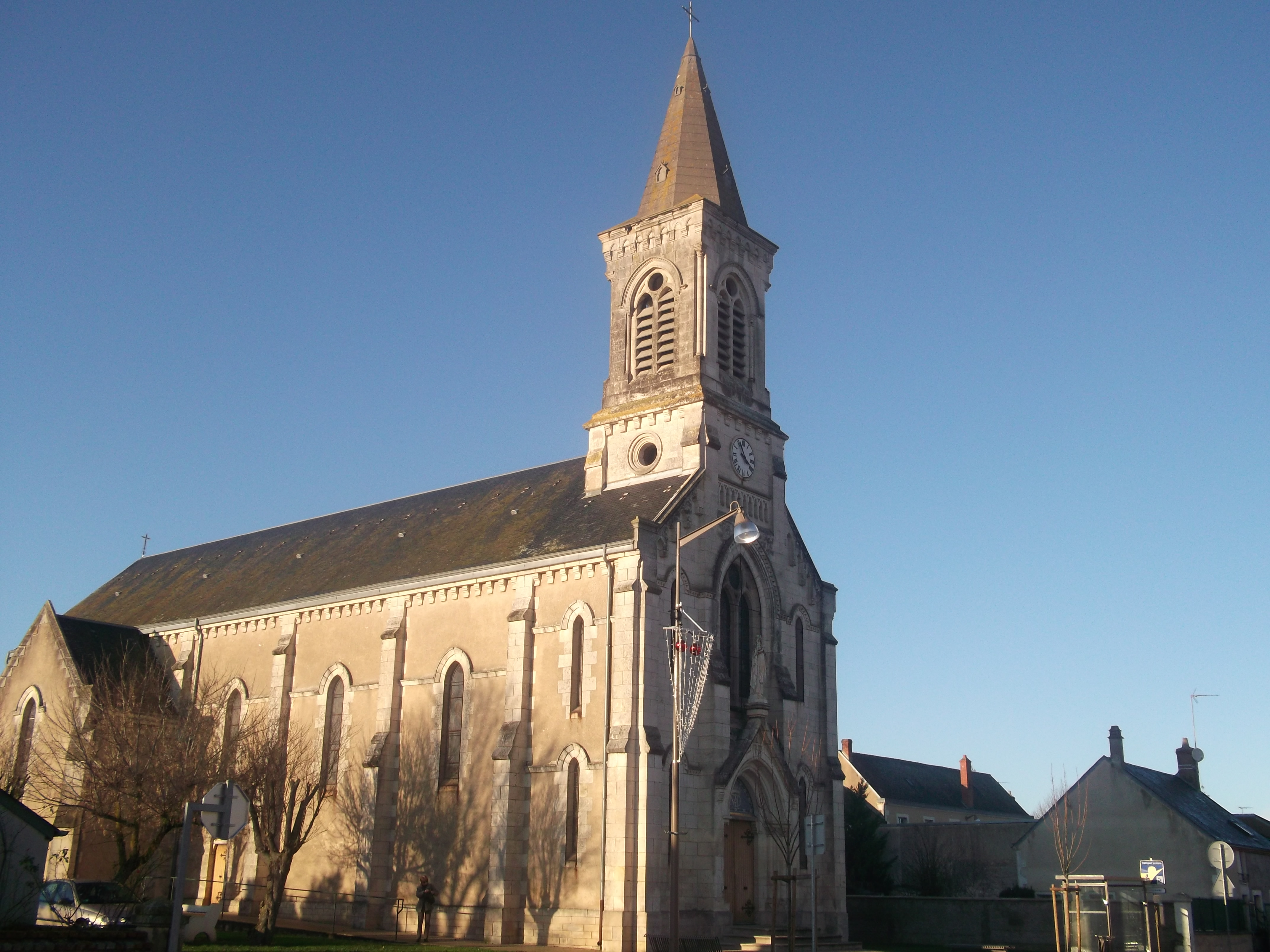
Kirche Notre-Dame-de-Lourdes
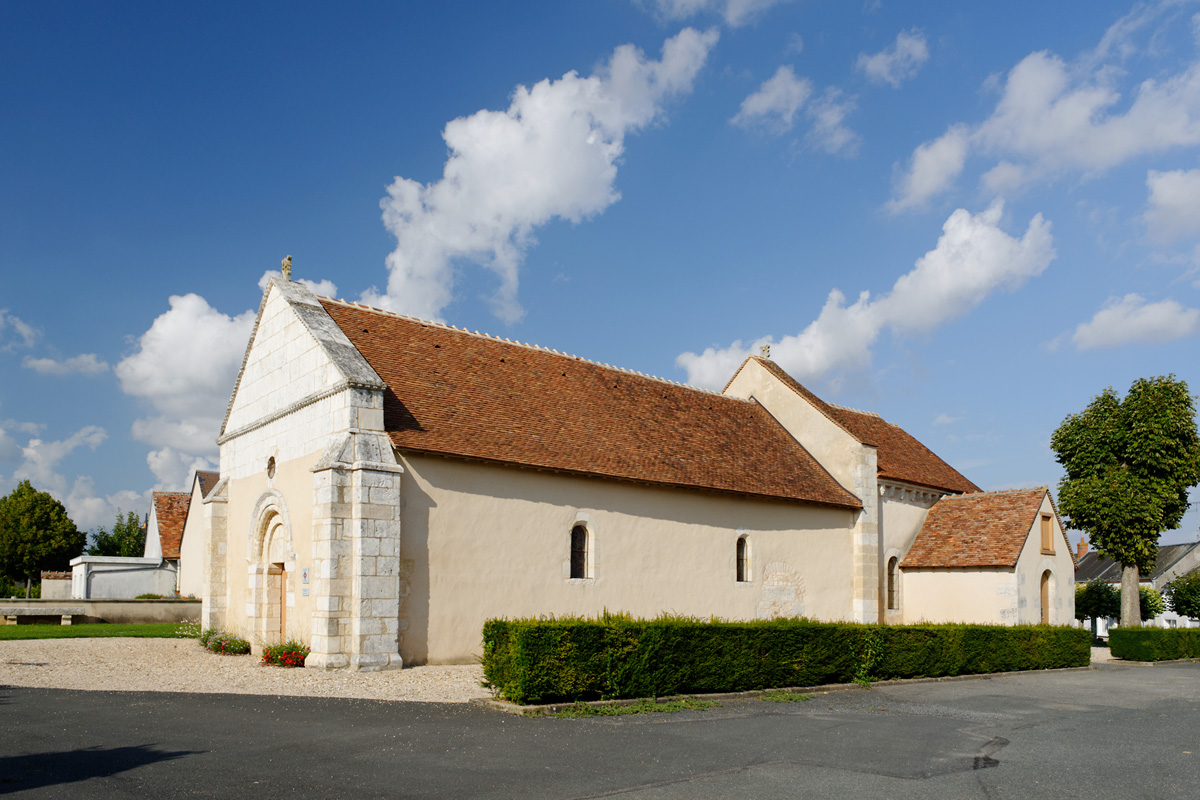
Kirche Sainte-Lizaigne